# Единый день голосования 14 сентября 2014 года
В единый день голосования 14 сентября 2014 года в Российской Федерации прошли выборные кампании различного уровня, включая выборы глав 30 субъектов федерации (11 плановых и 19 досрочных) и выборы депутатов законодательных органов государственной власти в 14 субъектах РФ.
Назначение выборов началось 6 июня 2014 года и закончилось 16 июня 2014 года.

## Главы субъектов федерации

### Прямые выборы
| №  | Субъект федерации         | Должность                               | Предыдущий глава | врио главы                          | Выборы                                                       | Избран                             | Процент голосов | Явка    |
| -- | ------------------------- | --------------------------------------- | --- | ----------------------------------- | ------------------------------------------------------------ | ---------------------------------- | --------------- | ------- |
| 1  | Ставропольский край       | Губернатор Ставропольского края         | В. Г. Зеренков 5 мая 2012 — 27 сентября 2013 (досрочная отставка, срок истекал в мае 2017)                                                     | В. В. Владимиров с 27 сентября 2013 | Досрочные выборы губернатора Ставропольского края (2014)     | В. В. Владимиров (Единая Россия)   | 84,22 %         | 47,88 % |
| 2  | Ивановская область        | Губернатор Ивановской области           | М. А. Мень 23 декабря 2005 — 16 октября 2013 (досрочная отставка, срок истекал в декабре 2015)                                                 | П. А. Коньков с 16 октября 2013     | Досрочные выборы губернатора Ивановской области (2014)       | П. А. Коньков (Единая Россия)      | 80,32 %         | 36,85 % |
| 3  | Республика Коми           | Глава Республики Коми                   | В. М. Гайзер 15 января 2010 — 14 января 2014                                                                                                   | В. М. Гайзер с 14 января 2014       | Выборы главы Республики Коми (2014)                          | В. М. Гайзер (Единая Россия)       | 78,97 %         | 59,06 % |
| 4  | Кировская область         | Губернатор Кировской области            | Н. Ю. Белых 15 января 2009 — 14 января 2014 | Н. Ю. Белых с 14 января 2014        | Выборы губернатора Кировской области (2014)                  | Н. Ю. Белых (самовыдвижение)       | 69,98 %         | 36,25 % |
| 5  | Челябинская область       | Губернатор Челябинской области          | М. В. Юревич 22 апреля 2010 — 15 января 2014 (досрочная отставка, срок истекал в апреле 2015)                                                  | Б. А. Дубровский с 15 января 2014   | Досрочные выборы губернатора Челябинской области (2014)      | Б. А. Дубровский (Единая Россия)   | 86,37 %         | 42,51 % |
| 6  | Республика Алтай          | Глава Республики Алтай                  | А. В. Бердников 20 января 2006 — 18 января 2014                                                                                                | А. В. Бердников с 18 января 2014    | Выборы главы Республики Алтай (2014)                         | А. В. Бердников (Единая Россия)    | 50,63 %         | 54,23 % |
| 7  | Курганская область        | Губернатор Курганской области           | О. А. Богомолов 6 февраля 1997 — 14 февраля 2014 (досрочная отставка, срок истекал в сентябре 2014, а до сокращения облдумой — в декабре 2014) | А. Г. Кокорин с 14 февраля 2014     | Выборы губернатора Курганской области (2014)                 | А. Г. Кокорин (Единая Россия)      | 84,87 %         | 39,77 % |
| 8  | Удмуртская Республика     | Глава Удмуртской Республики             | А. А. Волков 3 ноября 2000 — 19 февраля 2014                                                                                                   | А. В. Соловьёв с 19 февраля 2014    | Выборы главы Удмуртской Республики (2014)                    | А. В. Соловьёв (Единая Россия)     | 84,84 %         | 43,09 % |
| 9  | Ненецкий автономный округ | Губернатор Ненецкого автономного округа | И. Г. Фёдоров 24 февраля 2009 — 22 февраля 2014                                                                                                | И. В. Кошин с 22 февраля 2014       | Выборы губернатора Ненецкого автономного округа (2014)       | И. В. Кошин (Единая Россия)        | 76,70 %         | 42,87 % |
| 10 | Орловская область         | Губернатор Орловской области            | А. П. Козлов 27 февраля 2009 — 26 февраля 2014                                                                                                 | В. В. Потомский с 26 февраля 2014   | Выборы губернатора Орловской области (2014)                  | В. В. Потомский (КПРФ)             | 89,17 %         | 62,65 % |
| 11 | Псковская область         | Губернатор Псковской области            | А. А. Турчак 27 февраля 2009 — 27 февраля 2014                                                                                                 | А. А. Турчак с 27 февраля 2014      | Выборы губернатора Псковской области (2014)                  | А. А. Турчак (Единая Россия)       | 78,36 %         | 37,90 % |
| 12 | Воронежская область       | Губернатор Воронежской области          | А. В. Гордеев 12 марта 2009 — 7 марта 2014 | А. В. Гордеев с 7 марта 2014        | Выборы губернатора Воронежской области (2014)                | А. В. Гордеев (Единая Россия)      | 88,81 %         | 56,21 % |
| 13 | Новосибирская область     | Губернатор Новосибирской области        | В. А. Юрченко 22 сентября 2010 — 17 марта 2014 (отрешён от должности президентом в связи с утратой доверия, срок истекал в сентябре 2015)      | В. Ф. Городецкий с 17 марта 2014    | Досрочные выборы губернатора Новосибирской области (2014)    | В. Ф. Городецкий (Единая Россия)   | 64,97 %         | 29,83 % |
| 14 | Волгоградская область     | Губернатор Волгоградской области        | С. А. Боженов 2 февраля 2012 — 2 апреля 2014 (досрочная отставка, срок истекал в феврале 2017)                                                 | А. И. Бочаров со 2 апреля 2014      | Досрочные выборы губернатора Волгоградской области (2014)    | А. И. Бочаров (Единая Россия)      | 88,49 %         | 38,72 % |
| 15 | Республика Саха (Якутия)  | Глава Республики Саха (Якутия)          | Е. А. Борисов 17 июня 2010 — 24 апреля 2014 (досрочная отставка ради переизбрания, срок истекал в июне 2015)                                   | Е. А. Борисов с 24 апреля 2014      | Досрочные выборы главы Республики Саха (Якутия) (2014)       | Е. А. Борисов (Единая Россия)      | 58,79 %         | 55,39 % |
| 16 | Мурманская область        | Губернатор Мурманской области           | М. В. Ковтун 13 апреля 2012 — 5 мая 2014 (досрочная отставка ради переизбрания, срок истекал в апреле 2017)                                    | М. В. Ковтун с 5 мая 2014           | Досрочные выборы губернатора Мурманской области (2014)       | М. В. Ковтун (Единая Россия)       | 64,69 %         | 31,02 % |
| 17 | Республика Калмыкия       | Глава Республики Калмыкия               | А. М. Орлов 24 октября 2010 — 6 мая 2014 (досрочная отставка ради переизбрания, срок истекал в октябре 2015)                                   | А. М. Орлов с 6 мая 2014            | Досрочные выборы главы Республики Калмыкия (2014)            | А. М. Орлов (Единая Россия)        | 82,89 %         | 61,43 % |
| 18 | Красноярский край         | Губернатор Красноярского края           | Л. В. Кузнецов 17 февраля 2010 — 12 мая 2014 (досрочная отставка в связи с назначением министром, срок истекал в феврале 2015)                 | В. А. Толоконский с 12 мая 2014     | Досрочные выборы губернатора Красноярского края (2014)       | В. А. Толоконский (Единая Россия)  | 63,30 %         | 31,26 % |
| 19 | Липецкая область          | Глава администрации Липецкой области    | О. П. Королёв 12 апреля 1998 — 17 мая 2014 (досрочная отставка ради переизбрания, срок истекал в апреле 2015)                                  | О. П. Королёв с 17 мая 2014         | Досрочные выборы главы администрации Липецкой области (2014) | О. П. Королёв (Единая Россия)      | 81,83 %         | 46,79 % |
| 20 | Курская область           | Губернатор Курской области              | А. Н. Михайлов 18 ноября 2000 — 17 мая 2014 (досрочная отставка ради переизбрания, срок истекал в марте 2015)                                  | А. Н. Михайлов с 17 мая 2014        | Досрочные выборы губернатора Курской области (2014)          | А. Н. Михайлов (Единая Россия)     | 66,81 %         | 38,97 % |
| 21 | Тюменская область         | Губернатор Тюменской области            | В. В. Якушев 24 ноября 2005 — 17 мая 2014 (досрочная отставка ради переизбрания, срок истекал в ноябре 2015)                                   | В. В. Якушев с 17 мая 2014          | Досрочные выборы губернатора Тюменской области (2014)        | В. В. Якушев (Единая Россия)       | 86,56 %         | 58,34 % |
| 22 | Оренбургская область      | Губернатор Оренбургской области         | Ю. А. Берг 15 июня 2010 — 17 мая 2014 (досрочная отставка ради переизбрания, срок истекал в июне 2015)                                         | Ю. А. Берг с 17 мая 2014            | Досрочные выборы губернатора Оренбургской области (2014)     | Ю. А. Берг (Единая Россия)         | 80,28 %         | 44,12 % |
| 23 | Вологодская область       | Губернатор Вологодской области          | О. А. Кувшинников 28 декабря 2011 — 17 мая 2014 (досрочная отставка ради переизбрания, срок истекал в декабре 2016)                            | О. А. Кувшинников с 17 мая 2014     | Досрочные выборы губернатора Вологодской области (2014)      | О. А. Кувшинников (Единая Россия)  | 62,98 %         | 29,72 % |
| 24 | Республика Башкортостан   | Президент Республики Башкортостан       | Р. З. Хамитов 19 июля 2010 — 30 мая 2014 (досрочная отставка ради переизбрания, срок истекал в июле 2015)                                      | Р. З. Хамитов с 30 мая 2014         | Досрочные выборы президента Башкортостана (2014)             | Р. З. Хамитов (Единая Россия)      | 81,71 %         | 74,88 % |
| 25 | Нижегородская область     | Губернатор Нижегородской области        | В. П. Шанцев 8 августа 2005 — 30 мая 2014 (досрочная отставка ради переизбрания, срок истекал в августе 2015)                                  | В. П. Шанцев с 30 мая 2014          | Досрочные выборы губернатора Нижегородской области (2014)    | В. П. Шанцев (Единая Россия)       | 86,93 %         | 54,49 % |
| 26 | Приморский край           | Губернатор Приморского края             | В. В. Миклушевский 28 февраля 2012 — 31 мая 2014 (досрочная отставка ради переизбрания, срок истекал в марте 2017)                             | В. В. Миклушевский с 31 мая 2014    | Досрочные выборы губернатора Приморского края (2014)         | В. В. Миклушевский (Единая Россия) | 77,43 %         | 39,65 % |
| 27 | Самарская область         | Губернатор Самарской области            | Н. И. Меркушкин 12 мая 2012 — 4 июня 2014 (досрочная отставка ради переизбрания, срок истекал в мае 2017)                                      | Н. И. Меркушкин с 4 июня 2014       | Досрочные выборы губернатора Самарской области (2014)        | Н. И. Меркушкин (Единая Россия)    | 91,35 %         | 61,58 % |
| 28 | Санкт-Петербург           | Губернатор Санкт-Петербурга             | Г. С. Полтавченко 31 августа 2011 — 5 июня 2014 (досрочная отставка ради переизбрания, срок истекал в августе 2016)                            | Г. С. Полтавченко с 5 июня 2014     | Досрочные выборы губернатора Санкт-Петербурга (2014)         | Г. С. Полтавченко (Единая Россия)  | 79,30 %         | 39,13 % |
| 29 | Алтайский край            | Губернатор Алтайского края              | А. Б. Карлин 25 августа 2005 — 31 июля 2014 (досрочная отставка, ради участия в выборах в статусе врио, срок истекал в августе 2014)           | А. Б. Карлин с 31 июля 2014         | Выборы губернатора Алтайского края (2014)                    | А. Б. Карлин (Единая Россия)       | 72,97 %         | 34,38 % |
| 30 | Астраханская область      | Губернатор Астраханской области         | А. А. Жилкин 23 декабря 2004 — 24 декабря 2014                                                                                                 | —                                   | Выборы губернатора Астраханской области (2014)               | А. А. Жилкин (Единая Россия)       | 75,28 %         | 40,60 % |

### Голосование в парламенте
В сентябре 2014 года должны были также состояться прямые выборы главы Кабардино-Балкарии. Однако 25 декабря 2013 года парламент Кабардино-Балкарии принял законопроект об отмене прямых выборов главы республики в первом чтении, а 3 апреля 2014 года принял в окончательной редакции поправки в Конституцию КБР и закон «О порядке избрания главы КБР», отменив прямые выборы главы региона.
Одновременно в Карачаево-Черкесии 26 декабря 2013 года Народное Собрание республики внесло изменения в конституцию республики, законодательно утвердив отмену прямых выборов главы Карачаево-Черкесии. Выборы должны состояться в 2016 году.
После аннексии Крыма Россией в марте 2014 года, президент России Владимир Путин 17 апреля 2014 внёс в Госдуму законопроект о выборах в Крыму 14 сентября. Законопроект предусматривает, что глава Республики Крым избирается депутатами Государственного совета республики, а губернатор Севастополя — депутатами законодательного собрания Севастополя нового созыва не позднее декабря 2014 года.
Главы трёх субъектов РФ избираются депутатами региональных парламентов из числа кандидатур, внесённых президентом Владимиром Путиным по представлению политических партий. К выдвижению своих кандидатов допускаются только политические силы, представленные в Госдуме или парламенте соответствующего региона. Они до 29 августа представляют своих кандидатов на рассмотрение президенту, который отбирает из них троих и вносит эту тройку в заксобрание. Для победы кандидату надо набрать более половины голосов региональных депутатов. В противном случае проводится второй тур, куда выходят два лидера. В этом случае для победы достаточно получить простое большинство голосов.
Голосование в региональных парламентах запланировано во всех трёх регионах на 9 октября.
| № | Субъект федерации               | Должность                                    | Предыдущий глава                                | врио главы                     | Кандидаты                                     | Дата голосования | Результат                                        |
| - | ------------------------------- | -------------------------------------------- | ----------------------------------------------- | ------------------------------ | --------------------------------------------- | ---------------- | ------------------------------------------------ |
| 1 | Кабардино-Балкарская республика | Глава Кабардино-Балкарской Республики        | А. Б. Каноков 28 сентября 2005 — 6 декабря 2013 | Ю. А. Коков с 6 декабря 2013   | Ю. А. Коков И. Е. Марьяш А. Т. Мусуков        | 9 октября 2014   | Ю. А. Коков 70 из 70 депутатов (100 % голосов)   |
| 2 | Республика Крым                 | Глава Республики Крым (должность учреждена)  | —                                               | С. В. Аксёнов с 14 апреля 2014 | С. В. Аксёнов Г. П. Нараев А. В. Терентьев    | 9 октября 2014   | С. В. Аксёнов 75 из 75 депутатов (100 % голосов) |
| 3 | Севастополь                     | Губернатор Севастополя (должность учреждена) | —                                               | С. И. Меняйло с 14 апреля 2014 | С. И. Меняйло В. М. Пархоменко О. Ю. Росляков | 9 октября 2014   | С. И. Меняйло 21 из 24 депутатов                 |

## Парламенты субъектов федерации
| №  | Субъект федерации               | Наименование парламента                                       | Депу- татов     | Избирательная система          | Срок полномочий       | Выборы                                                          |
| -- | ------------------------------- | ------------------------------------------------------------- | --------------- | ------------------------------ | --------------------- | --------------------------------------------------------------- |
| 1  | Республика Алтай                | Государственное Собрание — Эл Курултай Республики Алтай       | 41              | смешанная (21 проп. + 20 маж.) | 5 лет ▲ (было 4 года) | Выборы в Государственное собрание Республики Алтай (2014)       |
| 2  | Кабардино-Балкарская Республика | Парламент Кабардино-Балкарской Республики                     | 70 ▼ (было 72)  | пропорциональная               | 5 лет                 | Выборы в Парламент Кабардино-Балкарской Республики (2014)       |
| 3  | Карачаево-Черкесская Республика | Народное Собрание (Парламент) Карачаево-Черкесской Республики | 50 ▼ (было 73)  | пропорциональная               | 5 лет                 | Выборы в Народное собрание Карачаево-Черкесии (2014)            |
| 4  | Республика Марий Эл             | Государственное Собрание Республики Марий Эл                  | 52              | смешанная (26 проп. + 26 маж.) | 5 лет                 | Выборы в Государственное собрание Республики Марий Эл (2014)    |
| 5  | Республика Татарстан            | Государственный Совет Республики Татарстан                    | 100             | смешанная (50 проп. + 50 маж.) | 5 лет                 | Выборы в Государственный совет Республики Татарстан (2014)      |
| 6  | Республика Тыва                 | Верховный Хурал (парламент) Республики Тыва                   | 32              | смешанная (16 проп. + 16 маж.) | 5 лет ▲ (было 4 года) | Выборы в Верховный Хурал Республики Тыва (2014)                 |
| 7  | Хабаровский край                | Законодательная дума Хабаровского края                        | 36 ▲ (было 26)  | смешанная (18 проп. + 18 маж.) | 5 лет ▲ (было 4 года) | Выборы в Законодательную думу Хабаровского края (2014)          |
| 8  | Брянская область                | Брянская областная дума                                       | 60              | смешанная (30 проп. + 30 маж.) | 5 лет                 | Выборы в Брянскую областную думу (2014)                         |
| 9  | Волгоградская область           | Волгоградская областная дума                                  | 38              | смешанная (19 проп. + 19 маж.) | 5 лет                 | Выборы в Волгоградскую областную думу (2014)                    |
| 10 | Тульская область                | Тульская областная дума                                       | 38 ▼ (было 48)  | смешанная (19 проп. + 19 маж.) | 5 лет                 | Выборы в Тульскую областную думу (2014)                         |
| 11 | Москва                          | Московская городская дума                                     | 45 ▲ (Было 35)  | мажоритарная                   | 5 лет                 | Выборы в Московскую городскую думу (2014)                       |
| 12 | Ненецкий автономный округ       | Собрание депутатов Ненецкого автономного округа               | 19 ▲ (было 11)  | смешанная (11 проп. + 8 маж.)  | 4 года ▼ (было 5 лет) | Выборы в Собрание депутатов Ненецкого автономного округа (2014) |
| 13 | Республика Крым                 | Государственный Совет Республики Крым                         | 75 ▼ (было 100) | смешанная (50 проп. + 25 маж.) | 5 лет                 | Выборы в Государственный совет Республики Крым (2014)           |
| 14 | Севастополь                     | Законодательное собрание Севастополя                          | 24 ▼ (было 75)  | смешанная (16 проп. + 8 маж.)  | 5 лет                 | Выборы в Законодательное собрание Севастополя (2014)            |

## Выборы в административных центрах субъектов РФ

### Выборы глав административных центров
| № | Субъект федерации          | Админ. центр   | Должность                                                                   | Предыдущий глава                                | врио главы                      | Выборы                                        | Избран          | Процент голосов | Явка    |
| - | -------------------------- | -------------- | --------------------------------------------------------------------------- | ----------------------------------------------- | ------------------------------- | --------------------------------------------- | --------------- | --------------- | ------- |
| 1 | Амурская область           | Благовещенск   | Мэр города Благовещенска                                                    | П. В. Березовский 7 июня 2011 — 20 февраля 2014 | А. А. Козлов с 20 февраля 2014  | Выборы мэра города Благовещенска (2014)       | А. А. Козлов    | 38,68 %         | 26,68 % |
| 2 | Сахалинская область        | Южно-Сахалинск | Мэр города Южно-Сахалинска — глава городского округа «Город Южно-Сахалинск» | А. И. Лобкин 2 октября 2005 — 1 февраля 2014    | С. А. Надсадин с 1 февраля 2014 | Выборы мэра города Южно-Сахалинска (2014)     | С. А. Надсадин  | 79,40 %         | 21,04 % |
| 3 | Чукотский автономный округ | Анадырь        | Глава городского округа Анадырь                                             | А. Г. Щегольков 18 декабря 2003 — 1 апреля 2014 | И. В. Давиденко с 1 апреля 2014 | Выборы главы городского округа Анадырь (2014) | И. В. Давиденко | 83,08 %         | 39,06 % |

### Представительные органы административных центров

#### Прямые выборы
| №  | Субъект федерации                   | Админ. центр   | Наименование выборного органа                                                             | Депу- татов | Избирательная система          | Срок полномочий | Выборы                                                                       |
| -- | ----------------------------------- | -------------- | ----------------------------------------------------------------------------------------- | ----------- | ------------------------------ | --------------- | ---------------------------------------------------------------------------- |
| 1  | Республика Бурятия                  | Улан-Удэ       | Улан-Удэнский городской совет депутатов                                                   | 30          | мажоритарная                   | 5 лет           | Выборы в Улан-Удэнский городской совет депутатов (2014)                      |
| 2  | Республика Калмыкия                 | Элиста         | Элистинское городское собрание                                                            | 25          | смешанная (18 проп. + 7 маж.)  | 5 лет           | Выборы в Элистинское городское собрание (2014)                               |
| 3  | Республика Крым                     | Симферополь    | Симферопольский городской совет городского округа город Симферополь Республики Крым       | 38          | смешанная (19 проп. + 19 маж.) | 5 лет           | Выборы в Симферопольский городской совет (2014)                              |
| 4  | Республика Марий Эл                 | Йошкар-Ола     | Собрание депутатов городского округа «Город Йошкар-Ола»                                   | 35          | мажоритарная                   | 5 лет           | Выборы в Собрание депутатов городского округа «Город Йошкар-Ола» (2014)      |
| 5  | Республика Северная Осетия — Алания | Владикавказ    | Собрание представителей города Владикавказ                                                | 32          | смешанная (16 проп. + 16 маж.) | 5 лет           | Выборы в Собрание представителей города Владикавказ (2014)                   |
| 6  | Забайкальский край                  | Чита           | Дума городского округа «Город Чита»                                                       | 30          | мажоритарная                   | 5 лет           | Выборы в Думу городского округа «Город Чита» (2014)                          |
| 7  | Хабаровский край                    | Хабаровск      | Хабаровская городская дума                                                                | 35          | мажоритарная                   | 5 лет           | Выборы в Хабаровскую городскую думу (2014)                                   |
| 8  | Амурская область                    | Благовещенск   | Благовещенская городская дума                                                             | 30          | смешанная (10 проп. + 20 маж.) | 5 лет           | Выборы в Благовещенскую городскую думу (2014)                                |
| 9  | Брянская область                    | Брянск         | Брянский городской совет народных депутатов                                               | 32          | смешанная (16 проп. + 16 маж.) | 5 лет           | Выборы в Брянский городской совет народных депутатов (2014)                  |
| 10 | Вологодская область                 | Вологда        | Вологодская городская дума                                                                | 30          | мажоритарная                   | 5 лет           | Выборы в Вологодскую городскую думу (2014)                                   |
| 11 | Иркутская область                   | Иркутск        | Дума города Иркутска                                                                      | 35          | мажоритарная                   | 5 лет           | Выборы в Думу города Иркутска (2014)                                         |
| 12 | Курганская область                  | Курган         | Курганская городская дума                                                                 | 25          | мажоритарная                   | 5 лет           | Выборы в Курганскую городскую думу (2014)                                    |
| 13 | Мурманская область                  | Мурманск       | Совет депутатов города Мурманска                                                          | 32          | смешанная (10 проп. + 22 маж.) | 5 лет           | Выборы в Совет депутатов города Мурманска (2014)                             |
| 14 | Пензенская область                  | Пенза          | Пензенская городская дума                                                                 | 35          | мажоритарная                   | 5 лет           | Выборы в Пензенскую городскую думу (2014)                                    |
| 15 | Сахалинская область                 | Южно-Сахалинск | Городская дума города Южно-Сахалинска                                                     | 25          | мажоритарная                   | 5 лет           | Выборы в Городскую думу города Южно-Сахалинска (2014)                        |
| 16 | Тульская область                    | Тула           | Тульская городская дума                                                                   | 35          | мажоритарная                   | 5 лет           | Выборы в Тульскую городскую думу (2014)                                      |
| 17 | Еврейская автономная область        | Биробиджан     | Городская дума муниципального образования «Город Биробиджан» Еврейской автономной области | 21          | мажоритарная                   | 5 лет           | Выборы в Городскую думу муниципального образования «Город Биробиджан» (2014) |
| 18 | Ненецкий автономный округ           | Нарьян-Мар     | Совет городского округа «Город Нарьян-Мар»                                                | 15          | мажоритарная                   | 5 лет           | Выборы в Совет городского округа «Город Нарьян-Мар» (2014)                   |
| 19 | Чукотский автономный округ          | Анадырь        | Совет депутатов городского округа Анадырь                                                 | 15          | мажоритарная                   | 5 лет           | Выборы в Совет депутатов городского округа Анадырь (2014)                    |
| 20 | Ямало-Ненецкий автономный округ     | Салехард       | Городская дума города Салехарда                                                           | 20          | мажоритарная                   | 5 лет           | Выборы в Городскую думу города Салехарда (2014)                              |

#### Непрямые выборы
| № | Субъект федерации   | Админ. центр | Наименование выборного органа | Избирательная система | Срок полномочий | Выборы                                   |
| - | ------------------- | ------------ | ----------------------------- | --- | --------------- | ---------------------------------------- |
| 1 | Челябинская область | Челябинск    | Челябинская городская дума    | 170 депутатов в 7 советов депутатов внутригородских районов по мажоритарной системе, из которых по 7 депутатов от каждого — в городскую думу | 5 лет           | Муниципальные выборы в Челябинске (2014) |